# Myriam Soumaré
Myriam Soumaré (ur. 29 października 1986 w Paryżu) – francuska lekkoatletka, mająca mauretańskie korzenie, specjalizująca się w biegach sprinterskich.
Uczestniczka igrzysk olimpijskich i mistrzostw świata oraz siedmiokrotna medalistka mistrzostw Europy. Stawała na podium igrzysk śródziemnomorskich oraz czempionatu Starego Kontynentu młodzieżowców. Medalistka mistrzostw Francji oraz reprezentantka kraju w drużynowych mistrzostwach Europy.

## Kariera
Na dużej międzynarodowej imprezie zadebiutowała w 2005 kiedy to podczas mistrzostw Europy juniorów znalazła się w składzie sztafety 4 × 400 metrów, która uplasowała się w finale tych zawodów na siódmym miejscu. Dwa lata później zdobyła w Debreczynie brązowy medal w biegu na 100 metrów na czempionacie Europy do lat 23. Francuska sztafeta 4 × 100 metrów z Soumaré na pierwszej zmianie nie ukończyła biegu eliminacyjnego na igrzyskach olimpijskich w Pekinie (2008). W 2009 po zdobyciu złota i srebra igrzysk śródziemnomorskich bez sukcesów startowała w mistrzostwach świata. Sezon 2010 rozpoczęła od siódmego miejsca w biegu na 60 metrów podczas halowych mistrzostw świata. Na mistrzostwach Europy w Barcelonie, latem 2010, zdobyła złoty medal w biegu na 200 metrów, srebrny w sztafecie 4 × 100 metrów i brązowy w sprincie na 100 metrów. Siódma zawodniczka halowego czempionatu Starego Kontynentu w biegu na 60 metrów (2011).

## Osiągnięcia
| Rok  | Impreza                                 | Miejsce   | Konkurencja        | Lokata      | Wynik   |
| ---- | --------------------------------------- | --------- | ------------------ | ----------- | ------- |
| 2005 | Mistrzostwa Europy juniorów             | Kowno     | sztafeta 4 × 400 m | 7. miejsce  | 3:40,53 |
| 2007 | Młodzieżowe mistrzostwa Europy          | Debreczyn | bieg na 100 m      | 3. miejsce  | 11,68   |
| 2007 | Młodzieżowe mistrzostwa Europy          | Debreczyn | sztafeta 4 × 100 m | 6. miejsce  | 44,34   |
| 2008 | Igrzyska olimpijskie                    | Pekin     | sztafeta 4 × 100 m | eliminacje  | DNF     |
| 2009 | Superliga drużynowych mistrzostw Europy | Leiria    | sztafeta 4 × 100 m | –           | DQ      |
| 2009 | Igrzyska śródziemnomorskie              | Pescara   | bieg na 100 m      | 2. miejsce  | 11,46   |
| 2009 | Igrzyska śródziemnomorskie              | Pescara   | sztafeta 4 × 100 m | 1. miejsce  | 43,79   |
| 2009 | Mistrzostwa świata                      | Berlin    | bieg na 100 m      | ćwierćfinał | 11,45   |
| 2010 | Halowe mistrzostwa świata               | Doha      | bieg na 60 m       | 7. miejsce  | 7,29    |
| 2010 | Mistrzostwa Europy                      | Barcelona | bieg na 100 m      | 3. miejsce  | 11,18   |
| 2010 | Mistrzostwa Europy                      | Barcelona | bieg na 200 m      | 1. miejsce  | 22,32   |
| 2010 | Mistrzostwa Europy                      | Barcelona | sztafeta 4 × 100   | 3. miejsce  | 42,45   |
| 2011 | Halowe mistrzostwa Europy               | Paryż     | bieg na 60 m       | 7. miejsce  | 7,24    |
| 2011 | Superliga drużynowych mistrzostw Europy | Sztokholm | sztafeta 4 × 100 m | 5. miejsce  | 43,61   |
| 2011 | Mistrzostwa świata                      | Daegu     | bieg na 100 m      | półfinał    | 11,47   |
| 2011 | Mistrzostwa świata                      | Daegu     | bieg na 200 m      | półfinał    | 23,02   |
| 2011 | Mistrzostwa świata                      | Daegu     | sztafeta 4 × 100 m | 5. miejsce  | 42,05   |
| 2012 | Mistrzostwa Europy                      | Helsinki  | bieg na 200 m      | 3. miejsce  | 23,21   |
| 2012 | Igrzyska olimpijskie                    | Londyn    | bieg na 100 m      | półfinał    | 11,13   |
| 2012 | Igrzyska olimpijskie                    | Londyn    | bieg na 200 m      | 7. miejsce  | 22,63   |
| 2012 | Igrzyska olimpijskie                    | Londyn    | sztafeta 4 × 100 m | eliminacje  | DQ      |
| 2013 | Halowe mistrzostwa Europy               | Göteborg  | bieg na 60 m       | 2. miejsce  | 7,11    |
| 2013 | Halowe mistrzostwa Europy               | Göteborg  | sztafeta 4 × 400 m | 4. miejsce  | 3:28,71 |
| 2013 | Superliga drużynowych mistrzostw Europy | Gateshead | bieg na 100 m      | 3. miejsce  | 11,66   |
| 2013 | Superliga drużynowych mistrzostw Europy | Gateshead | bieg na 200 m      | 2. miejsce  | 23,05   |
| 2013 | Superliga drużynowych mistrzostw Europy | Gateshead | sztafeta 4 × 100 m | 4. miejsce  | 43,52   |
| 2013 | Mistrzostwa świata                      | Moskwa    | bieg na 100 m      | półfinał    | 11,31   |
| 2013 | Mistrzostwa świata                      | Moskwa    | bieg na 200 m      | półfinał    | 22,85   |
| 2013 | Mistrzostwa świata                      | Moskwa    | sztafeta 4 × 100 m | –           | DQ      |
| 2014 | Mistrzostwa Europy                      | Zurych    | bieg na 100 m      | 2. miejsce  | 11,16   |
| 2014 | Mistrzostwa Europy                      | Zurych    | bieg na 200 m      | 3. miejsce  | 22,48   |
| 2014 | Mistrzostwa Europy                      | Zurych    | sztafeta 4 × 100 m | 2. miejsce  | 42,45   |
| 2014 | Puchar interkontynentalny               | Marrakesz | bieg na 100 m      | 5. miejsce  | 11,36   |
| 2014 | Puchar interkontynentalny               | Marrakesz | bieg na 200 m      | 3. miejsce  | 22,58   |

## Rekordy życiowe
- bieg na 100 metrów – 11,03 (18 lipca 2014, Monako oraz 12 sierpnia 2014, Zurych)
- bieg na 200 metrów – 22,11  (5 września 2014, Bruksela)
- bieg na 50 metrów (hala) – 6,22 (5 marca 2010, Liévin)
- bieg na 60 metrów (hala) – 7,07 (3 marca 2013, Göteborg)
- bieg na 200 metrów (hala) – 22,87 (7 lutego 2013, Eaubonne)

Halowa rekordzistka Francji w sztafecie 4 x 400 metrów (3:28,71 w 2013).